# Interlengua
En educación y lingüística se llama interlengua o interlenguaje al sistema que el estudiante de una segunda lengua (L2) va construyendo a medida que la va aprendiendo, sistema que se ve claramente influido por su lengua materna (L1). Al principio del estudio la influencia de la lengua materna del estudiante es muy acentuada, pero a medida que el sujeto avanza en sus competencias en la segunda lengua, esa influencia disminuye.
El término fue acuñado por Larry Selinker (1969, 1972), si bien el primero en tratar el concepto fue Stephen Pit Corder (1967), quien estableció las bases de la investigación del modelo de análisis de errores. Denominó también el concepto con otras denominaciones como «competencia transitoria» o «dialecto idiosincrásico». William Nemser (1971) lo llamó «sistema aproximado», y Rémy Porquier (1975) habló de «sistema intermediario».
Una interlengua se caracteriza por:
- Ser un sistema individual, propio de cada persona
- Ser un sistema que media entre la lengua materna y la lengua que constituye el objeto de aprendizaje (lengua meta)
- Ser un sistema autónomo que se rige por sus propias reglas
- Ser a la vez sistemático y variable; sistemático, por cuanto posee un conjunto coherente de reglas; y variable, por cuanto esas reglas no son siempre constantes
- Ser permeable al aducto, y por tanto, ser capaz de experimentar sucesivas reestructuraciones para alcanzar la siguiente etapa
- Estar en constante evolución, puesto que está constituido por etapas sucesivas de aproximación a la lengua meta